# منشأة العقال
قرية منشأة العقال هي إحدى القرى التابعة لمركز البداري في محافظة أسيوط في جمهورية مصر العربية. حسب إحصاءات سنة 2006، بلغ إجمالي السكان في منشأة العقال 10395 نسمة، منهم 5015 رجل و5380 امرأة.